# Seo Eun-soo
Dans ce nom coréen, le nom de famille, Lee, précède le nom personnel.
So Joo-yeon, (coréen : 이정민) née le 2 mars 1994 à Pusan, est une actrice et mannequin sud-coréenne. Elle débute en 2016 avec la séries télévisées Don’t Dare to Dream.

## Filmographie sélective

### Cinéma
- 2018 : Park Min-kyung dans On Your Wedding Day de Lee Seok-geun[3].
- 2022 : Soo Yeon dans Kingmaker de Byun Sung-hyun
- 2022 : Jo-hyun dans The Witch: Part 2. The Other One de Park Hoon-jeong[4].